# Marko Tarabochia
Marko Tarabochia (Zagreb, 28. studenoga 1988.), bosanskohercegovački i hrvatski rukometaš.
S mladom reprezentacijom Hrvatske 2007. osvojio je srebro na Svjetskom prvenstvu u Bahreinu. Reprezentacija je za taj uspjeh dobila Nagradu Dražen Petrović. Od 2015. igra za bosanskohercegovačku reprezentaciju.